# Československá strana národně socialistická

Das historische Emblem der ČSNS zeigt einen Hammer und eine Schreibfeder. Sie symbolisieren die Einheit von körperlicher und geistiger Arbeit.

Die Československá strana národně socialistická (abgekürzt ČSNS; deutsch Tschechoslowakische National-Sozialistische bzw. Volkssozialistische Partei) war eine gemäßigte und reformistisch-sozialistische Partei in der Tschechoslowakei. Sie wurde 1897 in den damals zu Österreich-Ungarn gehörenden Ländern der böhmischen Krone als Abspaltung von den Sozialdemokraten und den „Jungtschechen“ gegründet. In ihrer Geschichte wechselte sie mehrfach den Namen, bis zum Ersten Weltkrieg hieß sie Česká strana národně sociální (Tschechische National-Soziale Partei).
In der Ersten Tschechoslowakischen Republik (zwischen den Weltkriegen) hatte sie eine staatstragende Rolle für die parlamentarische Demokratie. Zu ihren prominentesten Vertretern gehörten der Staatspräsident Edvard Beneš und Milada Horáková. In der ČSSR hieß die Partei Československá strana socialistická (ČSS; Tschechoslowakische Sozialistische Partei) und musste sich als Blockpartei den Kommunisten unterordnen. Nach der Samtenen Revolution 1989 gelang es ihr nicht, an ihre frühere Bedeutung anzuknüpfen, 1996 schied sie aus dem tschechischen Parlament aus. Seit 1997 entstanden mehrere Kleinstparteien, die sich auf die Tradition der ČSNS berufen.

## Name
Die wörtliche Übersetzung der tschechischen Attributs národně sociální (wie es bereits 1898 im Parteinamen stand) bzw. národně socialistická wäre „national-sozial“ bzw. „national-sozialistisch“. Wegen der irreführenden Assoziation mit dem deutschen Nationalsozialismus wird im Deutschen häufig der Begriff „volkssozialistisch“ oder die Bezeichnung „Volkssozialisten“ für die Partei verwendet.

## Geschichte

### Gründung in Österreich-Ungarn (1897–1918)

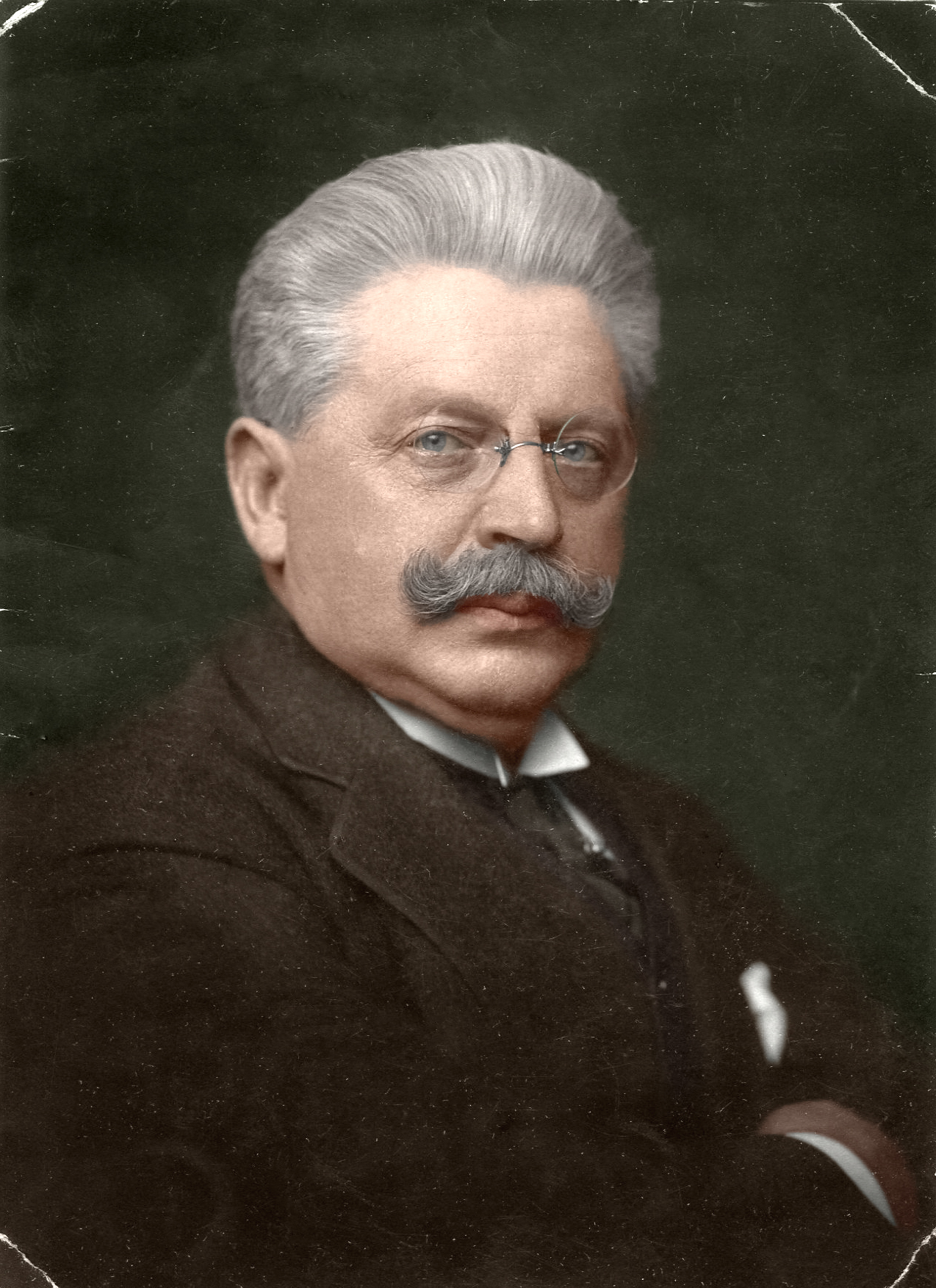
Parteigründer Václav Klofáč (ca. 1930)

Die Partei entstand 1897, als einige tschechische Abgeordnete im österreichischen Reichstag die Tschechische Sozialdemokratische Partei (Česká strana sociálně demokratická, ČSSD) verließen. Zum anderen Teil kamen die Gründer aus der nationalliberalen Partei der „Jungtschechen“. Zu ihnen zählte auch der langjährige Vorsitzende (1899–1938) Václav Klofáč. Die Ausrichtung der ČSSD, die eine autonome Sektion der österreichischen Sozialdemokratischen Arbeiterpartei war, war ihnen nicht national genug. Anders als die ČSSD, die für die Einheit der Arbeiter aller Nationalitäten in der Donaumonarchie eintrat, strebte die ČSNS nach einem unabhängigen tschechischen Staat. Das Recht auf diesen begründeten die National-Sozialen wie die „Jungtschechen“ historisch, während die Sozialdemokraten ein Sichberufen auf „historische Privilegien und Dokumente“ ablehnte.
Auch unterschied sich die ČSNS von der marxistisch geprägten ČSSD dadurch, dass sie keinen Klassenkampf, sondern ein Bündnis aller Schichten für die Unabhängigkeit und Einheit der tschechischen Nation wollte. Unter ihren Mitgliedern waren dementsprechend neben Arbeitern auch Kleinbauern und Gewerbetreibende, Angestellte, Unternehmer und Lehrer. Ihr Symbol war ein Hammer, der sich mit einer Schreibfeder kreuzt, als Sinnbild für die Einheit der körperlich und der geistig Arbeitenden. Ihre Vorstellung von Sozialismus war nicht revolutionär, sondern beschränkte sich auf soziale Reformen. Sie vertrat einen romantischen Nationalismus und Panslawismus und eine Verklärung der tschechischen Geschichte. Von den gleichfalls national geprägten „Jungtschechen“ grenzte sie sich insofern ab, dass ihr diese nicht radikal und nicht demokratisch genug waren. Die ČSNS und insbesondere ihre Jugendorganisation Mladé Proudy (‚Junge Strömungen‘) waren darüber hinaus ausdrücklich anti-militaristisch aufgestellt. Ein wesentliches Element ihres Auftretens war aber auch antisemitische Demagogie. Ihre Programmatik ähnelte durchaus dem zeitgleich unter den Deutschböhmen aktiven Deutschnationalen Arbeiterbund und der Deutschen Arbeiterpartei.

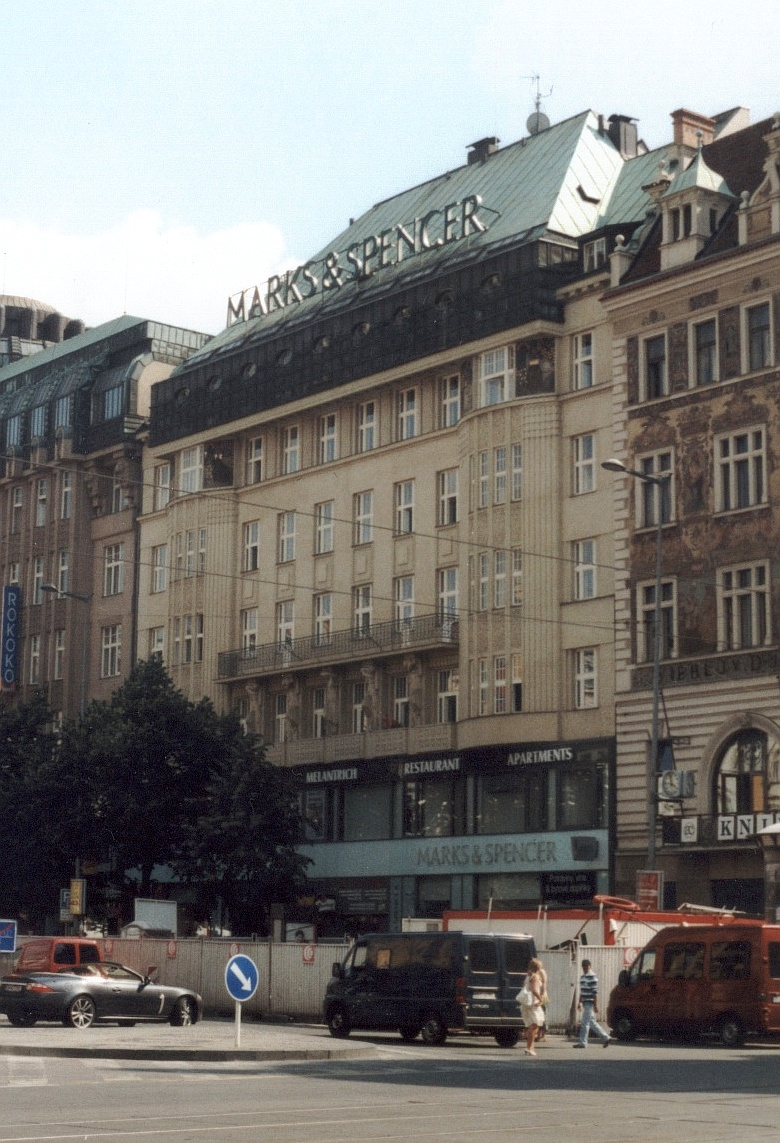
Früheres Gebäude des Melantrich-Verlags in Prag

Mit der ČSNS war ein einflussreiches Mediennetzwerk verbunden, das den Verlag Melantrich, die landesweite Tageszeitung České slovo und eine Reihe von Lokalzeitungen einschloss. Sie baute eine differenzierte Organisationsstruktur bis hinunter auf die lokale Ebene auf. Ihr Schwerpunkt lag ihn Böhmen, wo sie 1913 78.184 Mitglieder hatte, gegenüber 3.400 in Mähren und 1.800 in Ober- und Niederösterreich. Die Mitglieder waren oftmals eng in ein Netzwerk der Partei und ihrer Vorfeldorganisationen eingebunden. Die wichtigste Rolle spielten die national-sozialen Gewerkschaften. Bereits in den Gründungsjahren schlossen sich mehrere Branchengewerkschaften den National-Sozialen an, die größte darunter war die Gewerkschaft der Eisenbahner. Schon bei den Unfallversicherungs-Wahlen 1898 waren sie mit den sozialdemokratischen Gewerkschaften fast gleichauf. Als Dachverband der national-sozialen Gewerkschaften wurde die ‚Tschechische Arbeiter-Gemeinde‘ (Česká obec dělnícká, ČOD) geschaffen. Die ČSNS unterhielt außerdem einen Jugendverband mit Theater- und Musikgruppen, Sportmannschaften, Pfadfindergruppen, Bibliotheken, sowie Frauenkomitees.

### Hochphase in der Tschechoslowakischen Republik (1918–1939)

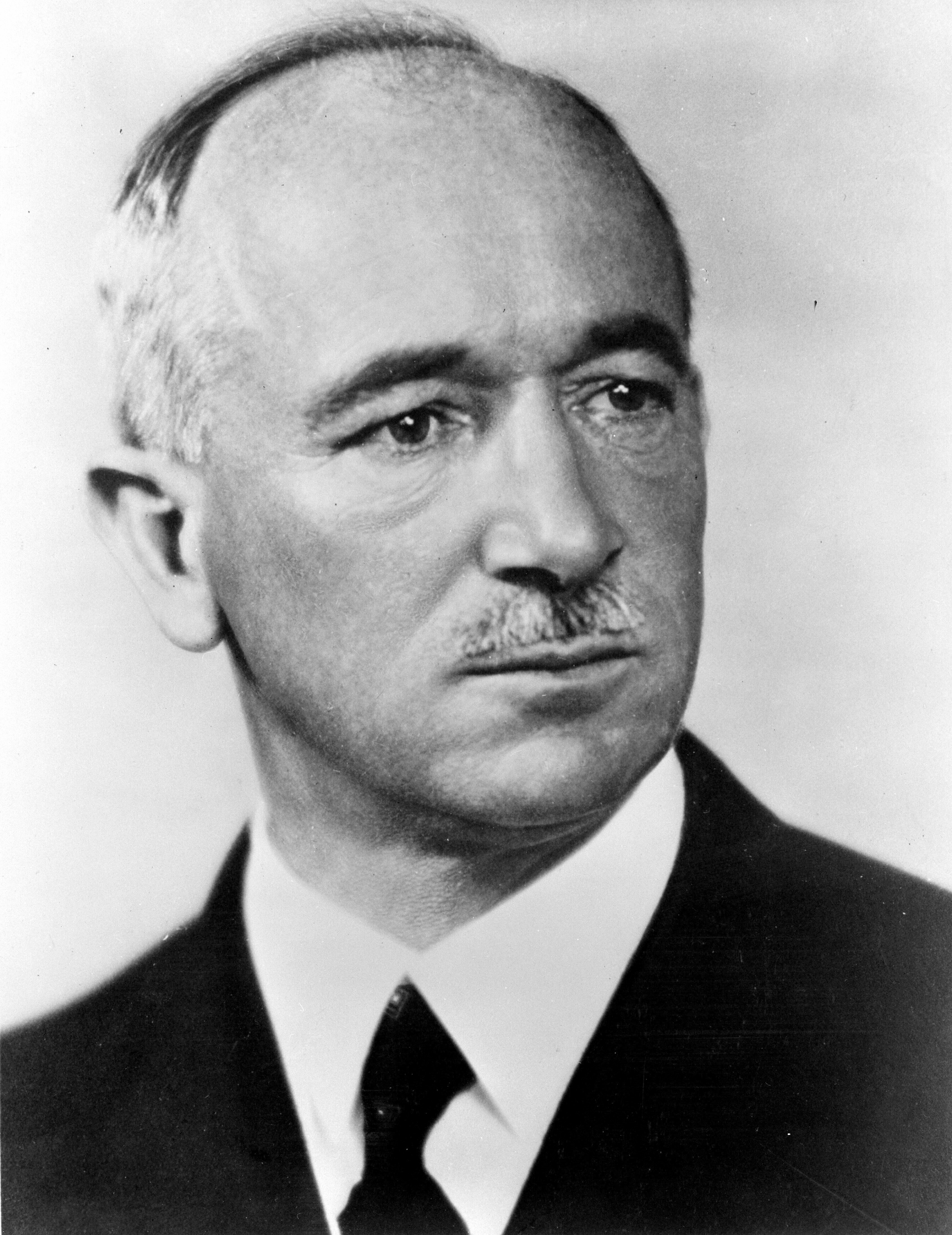
Edvard Beneš (ca. 1942)

Nach der Gründung der Tschechoslowakei 1918 benannte sie sich in ‚Tschechoslowakische Sozialistische Partei‘ (Československá strana socialistická) um. Sie wurde zum Sammelbecken der nicht-marxistischen Linken der Republik und verzichtete auf den betont nationalen Aspekt. So schlossen sich der Partei auch die Anarchisten an, verließen sie allerdings bis 1923 wieder. In der Zwischenkriegszeit hatte die Partei ihren größten Einfluss. Sie erreichte bei den Parlamentswahlen stets etwa 9 % der Stimmen. 1918–1926 und 1929–1938 war sie Teil der Regierungskoalitionen. Sie unterstützte den ersten tschechoslowakischen Präsidenten Tomáš Garrigue Masaryk, der von 1918 bis 1935 amtierte. Ab 1923 war dessen späterer Nachfolger Edvard Beneš selbst Mitglied der Partei. Auch die Frauenrechtlerin Milada Horáková war in der Partei aktiv.
Im Jahr 1926 beschloss die Partei, sich erneut umzubenennen und nahm die Bezeichnung ‚Tschechoslowakische National-Sozialistische (oder ‚Volkssozialistische‘) Partei‘ (Československá strana národně socialistická, ČSNS) an. Zu dieser Zeit gab es in der Partei auch einen Flügel, der anscheinend mit der faschistischen Bewegung Radola Gajdas sympathisierte. In der innerparteilichen Auseinandersetzung setzten sich jedoch die Demokraten durch. Als die Partei erkannte, dass sich ihre ehrgeizigen Sozialisierungsziele, die sie schrittweise und auf parlamentarischem Wege realisieren wollte, nicht durchsetzen ließen, rückte sie von diesen ab und forderte nur noch Mitbestimmungs- und Gewinnbeteiligungsrechte für Arbeiter. Ihre einstmals sozialistische Zielsetzung ordnete sie dem Bestreben unter, die Republik gegen Angriffe von Links- und Rechtsaußen zu verteidigen. Sie galt daher als die „staatstragende“ Partei der Tschechoslowakei.
Die Partei gehörte keiner der klassischen Parteienfamilien an. Die Aufnahme in die Sozialistische Internationale wurde ihr 1923 auf Betreiben der rivalisierenden ČSSD, die dort bereits Mitglied war, verwehrt. Mit dem gleichnamigen, in Deutschland aufkommenden Nationalsozialismus Hitlers hatte die Partei keine wesentlichen Parallelen. Ihr Antisemitismus war nie rassisch begründet und wurde unter dem Einfluss des Humanisten Masaryk schließlich ganz aufgegeben. Zudem verteidigte die ČSNS parlamentarische Demokratie und individuelle Freiheit. Anders als die NSDAP, deren Wählerschaft im Kern in der Mittelschicht zu finden war, hatte sich die ČSNS ihre Wurzeln als Arbeiterpartei erhalten. Ihr Gewerkschaftsbund ČOD hatte großen Einfluss auf die Partei. Verwandte Parteien gab es lediglich im jugoslawischen Slowenien (ebenfalls unter dem Namen National-Sozialistische Partei) und in Polen (Nationale Arbeiterpartei). Regelmäßige Austausche gab es mit den russischen Sozialrevolutionären. Sporadische Kontakte bestanden daneben zur französischen Parti républicain, radical et radical-socialiste.
Nach der Münchener Konferenz 1938 ging die Partei größtenteils in der „Regierungspartei“ Strana národní jednoty (‚Partei der Nationalen Einheit‘) Rudolf Berans auf. Eine Minderheit schloss sich mit der ČSSD zur Nationalen Partei der Arbeit zusammen, der „loyalen Oppositionspartei“. Nach dem Einmarsch der Wehrmacht und der Errichtung des Protektorats Böhmen und Mähren war sie verboten. Mitglieder der ČSNS waren im Widerstand gegen die deutsche Besatzung aktiv. Edvard Beneš war zu dieser Zeit im Exil, die ČSNS war zudem an der tschechoslowakischen Exilregierung beteiligt.
| Wahlergebnisse in der ersten Tschechoslowakischen Republik 1918–1938 |              |         |
| Wahl                                                                 | Wähleranteil | Mandate |
| Parlamentswahl 1920                                                  | 8,1 %        | 24      |
| Parlamentswahl 1925                                                  | 8,6 %        | 28      |
| Parlamentswahl 1929                                                  | 10,4 %       | 32      |
| Parlamentswahl 1935                                                  | 9,2 %        | 28      |

### Nachkriegszeit (1945–1948)
1945 erneuerte sich die Partei zunächst unter Vorsitz von Petr Zenkl. Sie beteiligte sich an der Nationalen Front und deren Übergangsregierung unter dem Sozialdemokraten Zdeněk Fierlinger. Edvard Beneš war erneut Staatspräsident. Bei den Parlamentswahl in der Tschechoslowakei 1946 wurde sie mit 18,29 % der Wählerstimmen und 55 Parlamentsmandaten zweitstärkste Partei hinter den Kommunisten (KSČ). Anschließend war sie wiederum Teil der breiten Regierungskoalition unter Ministerpräsident Klement Gottwald.
Um gegen die zunehmende Dominanz der KSČ zu protestieren, traten die Minister der ČSNS im Februar 1948 zurück. Dies erwies sich als taktischer Fehler, da der Rückzug nicht wie erhofft zu Neuwahlen führte, sondern die Kommunisten vielmehr die Situation nutzten, um im sogenannten Februarumsturz ihre Macht zu zementieren. So verlor die Partei an politischer Bedeutung. Viele bedeutende Parteimitglieder gingen ins Exil, darunter auch der Vorsitzende Petr Zenkl. Beneš amtierte noch bis Juni 1948 weiter als Präsident und starb wenige Monate später. Milada Horáková wurde verhaftet und in einem Schauprozess zum Tode verurteilt. 

### Blockpartei während des Realsozialismus (1948–1989)

Logo der Blockpartei ČSS

Die Partei überlebte als unbedeutende Blockpartei unter dem wiederbelebten Namen ‚Tschechoslowakische Sozialistische Partei‘ (Československá strana socialistická, ČSS) als Teil der Nationalen Front die weiteren Jahre unter den kommunistischen Regierungen von 1948 bis 1989. Sie war zwar im Parlament vertreten, ihr Sitzanteil wurde aber immer bei der Kandidatennominierung durch die kommunistisch dominierte Nationale Front festgelegt.
Während des Prager Frühlings 1968 unterstützte die ČSS die Reformer, ihre Mitgliederzahl wuchs in dieser Zeit stark an. Nach deren Scheitern unterwarf sich die Parteiführung 1969 wieder der Nationalen Front. Spätestens beim Parteitag 1972 setzte sich die antireformistische Strömung auch insgesamt in der Partei durch. In Brünn gab es Anfang der 1970er-Jahre noch eine Gruppe von ČSS-Mitgliedern, die eine illegale Oppositionsgruppe bildeten.
Nach dem gescheiterten Prager Frühling war die Mitgliederzahl der ČSS (wie auch der ČSL) durch die Statuten auf 10.000 begrenzt. Ihre Klientel bestand hauptsächlich aus Angestellten und Angehörigen der Mittelschicht. In der Wahlperiode 1986–1990 besetzte die ČSS – genau wie die ČSL – 11 der 200 Sitze in der Volkskammer und stellte 7 der 75 tschechischen Abgeordneten in der Nationenkammer der Föderalversammlung (im slowakischen Teil war sie nicht vertreten). Sie unterhielt freundschaftliche Beziehungen zur Liberal-Demokratischen Partei Deutschlands (LDPD), die in der benachbarten DDR eine vergleichbare Rolle als Blockpartei spielte. Von 1970 bis 1986 gehörte der spätere sozialdemokratische Ministerpräsident Jiří Paroubek der ČSS an.

### Nach der Revolution 1989
Nach der Samtenen Revolution 1989 gelang es der Partei nicht, wieder den früheren Einfluss der Zwischenkriegszeit zu gewinnen. Von 1992 bis 1996 war sie als Teil der Listenverbindung Liberálně sociální unie (LSU; „Liberal-soziale Union“) mit Grünen und Agrarpartei mit wenigen Abgeordneten im tschechischen Abgeordnetenhaus vertreten. Im Juni 1993 verließ die ČSS die Liberal-soziale Union und änderte ihren Namen in Liberální strana národně sociální (LSNS; „Liberale national-soziale Partei“).
Im Vorfeld der Wahlen 1996 schloss sie sich mit den Freien Demokraten (der ehemaligen „Bürgerbewegung“) zur Formation Svobodní demokraté – Liberální strana národně sociální (SD-LSNS; „Freie Demokraten – Liberale national-soziale Partei“) zusammen und der bekannte Dissident und ehemalige tschechoslowakische Außenminister Jiří Dienstbier übernahm gemeinsam mit Vavřinec Bodenlos den Vorsitz. Ein Großteil der LSNS-Abgeordneten lehnte diese Fusion jedoch ab und wechselte zur Občanské národní hnutí (ONAH; „Nationale Bürgerbewegung“). Mit 2,05 % verfehlte die SD-LSNS den Wiedereinzug ins Abgeordnetenhaus deutlich. Dienstbier und einige weitere in der Partei aktive ehemalige Dissidenten verließen die Partei wieder.

### Splitterparteien ab 1997
Nach dem Zerfall der SD-LSNS nahm der verbliebene Rumpf 1997 wieder den historischen Namen Česká strana národně sociální (ČSNS; „Tschechische national-soziale Partei“) an. Diese blieb jedoch bei Wahlen ebenfalls erfolglos (0,3 % bei der Abgeordnetenhauswahl 1998; 0,8 % im Jahr 2002). Lediglich indirekt war sie von 1999 bis 2002 im Parlament vertreten, indem die Abgeordnete Marie Machatá von der Freiheitsunion zur ČSNS übertrat.
Nach einem Konkurs im Jahr 2005 gründete die Partei sich unter dem Namen Česká strana národně sociální 2005 (ČSNS 2005; „Tschechische National-Soziale Partei 2005“) neu, die sich ein Jahr später in Česká strana národně socialistická („Tschechische Volkssozialistische Partei“) umbenannte. Größere Bekanntheit und Bedeutung erlangte diese Formation aber erst 2011, als der ehemalige tschechische Ministerpräsident und Vorsitzende der ČSSD Jiří Paroubek (ein ehemaliges Mitglied der Blockpartei ČSS) die Sozialdemokraten verließ und mit den ČSNS 2005 über einen Übertritt verhandelte. Am 26. November 2011 kam es zu einem Gründungsparteitag einer neuen Partei, in welcher die ČSNS von 2005 aufging. Die Partei gab sich den Namen Národní socialisté – levice 21. století (NS-LEV 21 bzw. LEV 21; „Volkssozialisten – Linke des 21. Jahrhunderts“) und wählte Paroubek zum neuen Vorsitzenden. Diese Partei war 2011–2013 mit zwei fraktionslosen Abgeordneten im Abgeordnetenhaus des Tschechischen Parlamentes vertreten, da Paroubek und sein Parteifreund Jiří Šlégr beim Übertritt von der ČSSD zu den Volkssozialisten ihre Parlamentsmandate mitnahmen. Bei den Wahlen 2013 verlor die Partei jedoch bei einem Stimmenanteil von 0,08 Prozent ihre Mandate wieder und ist seitdem nicht mehr im Tschechischen Parlament vertreten.
Zudem ist auch nach wie vor die 2005 in Konkurs gegangene Česká strana národně sociální (ČSNS) politisch aktiv. Sie wurde von 2012 bis 2019 von Michal Klusáček geführt. Diese Partei verfügt aber kaum über politischen Einfluss, erlangte kein Parlamentsmandat auf nationaler Ebene mehr und ist lediglich in wenigen Kommunalparlamenten vertreten. Bei der Abgeordnetenhauswahl 2013 ging sie eine Listenverbindung mit Petr Hannigs rechtspopulistischer Partei Suverenita – Strana zdravého rozumu („Souveränität – Partei des gesunden Menschenverstands“) ein (die jedoch ebenso erfolglos blieb). Die Národní socialisté kooperierten bei der Abgeordnetenhauswahl 2017 mit der rechtsextremen Dělnická strana sociální spravedlnosti (DSSS; „Arbeiterpartei für soziale Gerechtigkeit“). Beide Parteien erhoben Anspruch auf das historische Erbe.

## Entwicklung des Parteinamens
- 1897–1898 Strana národních dělníků (Partei der nationalen Arbeiter)
- 1898–1914 Česká strana národně sociální (Tschechische national-soziale Partei)
- 1918 Česká strana socialistická (Tschechische sozialistische Partei)
- 1918–1926 Československá strana socialistická (Tschechoslowakische sozialistische Partei)
- 1926–1938, 1945–1948 Československá strana národně socialistická (Tschechoslowakische national-sozialistische Partei)
- 1948–1993 Československá strana socialistická (Tschechoslowakische sozialistische Partei)
- 1993–1995 Liberální strana národně sociální (Liberale national-soziale Partei)

Fusion mit Svobodní demokraté

Logo nach der Fusion mit Svobodní demokraté

- 1995–1997 Svobodní demokraté – Liberální strana národně sociální (Freie Demokraten – Liberale national-soziale Partei)

Spaltung
- Seit 1997 Česká strana národně sociální (Tschechische national-soziale Partei), seit 2022 die einzige Partei die den Anspruch auf das historische Erbe erhebt.
- 2005–2006 Česká strana národně sociální 2005 (Tschechische national-soziale Partei 2005)
- 2006–2022 Česká strana národně socialistická  (Tschechische national-sozialistische Partei)
- 2011–2022 Národní socialisté – levice 21. století (Nationale Sozialisten – Linke des 21. Jahrhunderts), die ebenfalls Anspruch auf das historische Erbe erhoben.

## Vorsitzende

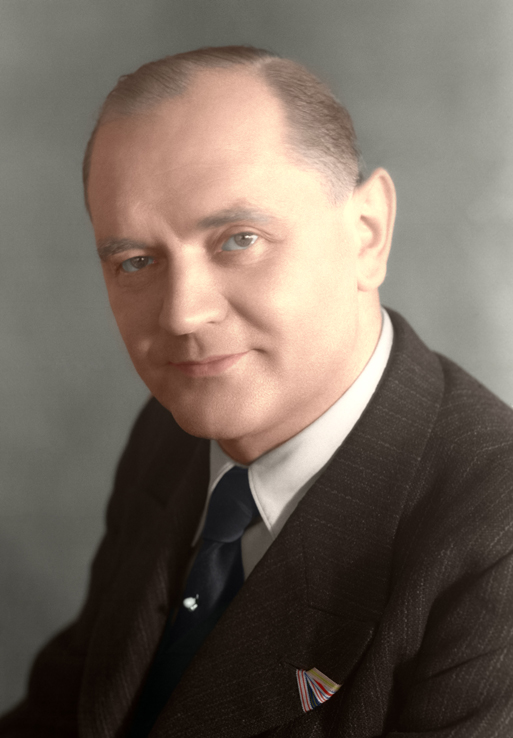
Alois Neuman (1948)

- Alois Simonides, Josef Klečák (1897–1898) – Gründungsvorsitzende bis zum 1. Parteitag
- Václav Klofáč (1898–1914, 1918–1938)
- Petr Zenkl (1945–1948)
- Emanuel Šlechta (1948–1960)
- Alois Neuman (1960–1968)
- Bohuslav Kučera (1968–1989)
- Jan Škoda (1989–1990)
- Jiří Vyvadil (1990–1991)
- Ladislav Dvořák (1991–1993)
- Pavel Hirš (1993–1995)

SD-LSNS
- Vavřinec Bodenlos (1995–1996, zeitweise Kovorsitzender mit)
- Jiří Dienstbier (1996)
- Tomáš Sokol (1996–1997)

Česká strana národně sociální ab 1997
- Miroslav Tampír (1997–1998)
- Jan Šula (1998–2002)
- Jaroslav Rovný (2002–2012)
- Michal Klusáček (2012–2019)
- Vladislav Svoboda (seit 2019)